# Perplex Ridge
Perplex Ridge (spanisch Cadena Confusión ‚Durcheinanderkette‘) ist ein Gebirgskamm auf der Pourquoi-Pas-Insel vor der Fallières-Küste des westantarktischen Grahamlands. Er besteht aus vier bis zu 915 m hohen Massiven, die durch kleine Gletscher voneinander getrennt sind. Der Gebirgskamm erstreckt sich ausgehend vom Lainez Point in nördlicher Richtung
über eine Länge von 10 km entlang der Nordwestseite der Insel.
Teilnehmer der Fünften Französischen Antarktisexpedition (1908–1910) unter der Leitung des Polarforschers Jean-Baptiste Charcot sichteten 1909 den Gebirgskamm erstmals und nahmen eine grobe Kartierung vor. Teilnehmer der British Graham Land Expedition (1934–1937) unter der Leitung des australischen Polarforschers John Rymill präzisierten die Vermessungen 1936. Entsprechendes gilt im Jahr 1948 auch für den Falkland Islands Dependencies Survey, der zudem die Benennung vornahm. Namensgebend war die Überraschung der Vermessungsingenieure darüber, den Gebirgskamm anhand von früherem Kartenmaterial identifizieren zu können.